# Fußball-Asienmeisterschaft 2019/Statistik
Dieser Artikel gibt einen Überblick über die Rekorde und Statistiken zur Fußball-Asienmeisterschaft 2019.

## Tore

### Torschützen
| Rang | Nat                          | Spieler                | Tore | Vorlagen | Spielminuten |
| ---- | ---------------------------- | ---------------------- | ---- | -------- | ------------ |
| 01   | Katar                        | Almoez Abdulla         | 9    | 1        | 619          |
| 02   | Usbekistan                   | Eldor Shomurodov       | 4    | 1        | 271          |
| 03   | Japan                        | Yūya Ōsako             | 4    | 1        | 288          |
| 04   | Iran                         | Sardar Azmoun          | 4    | 1        | 523          |
| 05   | Vereinigte Arabische Emirate | Ali Mabkhout           | 4    | 1        | 570          |
| 06   | Iran                         | Mehdi Taremi           | 3    | 2        | 342          |
| 07   | Kirgisistan                  | Vitalij Lux            | 3    | 0        | 319          |
| 08   | Katar                        | Abdulaziz Hatem        | 2    | 2        | 484          |
| 09   | Iran                         | Ashkan Dejagah         | 2    | 1        | 415          |
| 10   | Japan                        | Genki Haraguchi        | 2    | 1        | 510          |
| 11   | Vereinigte Arabische Emirate | Ahmed Khalil           | 2    | 0        | 086          |
| 12   | China Volksrepublik          | Yu Dabao               | 2    | 0        | 245          |
| 13   | Indien                       | Sunil Chhetri          | 2    | 0        | 270          |
|      | Libanon                      | Hilal El-Helwe         | 2    | 0        | 270          |
| 15   | Oman                         | Muhsen al-Ghassani     | 2    | 0        | 278          |
| 16   | Irak                         | Mohanad Ali            | 2    | 0        | 322          |
| 17   | Saudi-Arabien                | Fahad al-Muwallad      | 2    | 0        | 328          |
| 18   | Australien                   | Awer Mabil             | 2    | 0        | 344          |
| 19   | China Volksrepublik          | Wu Lei                 | 2    | 0        | 345          |
| 20   | Bahrain                      | Mohamed al-Romaihi     | 2    | 0        | 361          |
| 21   | Vietnam                      | Nguyễn Công Phượng     | 2    | 0        | 402          |
| 22   | Korea Sud                    | Hwang Ui-jo            | 2    | 0        | 452          |
| 23   | Korea Sud                    | Kim Min-jae            | 2    | 0        | 480          |
| 24   | Japan                        | Ritsu Dōan             | 2    | 0        | 532          |
| 25   | Katar                        | Bassam al-Rawi         | 2    | 0        | 540          |
| 26   | Katar                        | Boualem Khoukhi        | 2    | 0        | 601          |
| 27   | Katar                        | Akram Afif             | 1    | 100      | 630          |
| 28   | Australien                   | Chris Ikonomidis       | 1    | 4        | 401          |
| 29   | Japan                        | Takumi Minamino        | 1    | 3        | 508          |
| 30   | Jordanien                    | Musa al-Taamari        | 1    | 2        | 255          |
| 31   | Kirgisistan                  | Achlidin Israilow      | 1    | 2        | 291          |
| 32   | Australien                   | Tom Rogic              | 1    | 2        | 366          |
| 33   | Iran                         | Saman Ghoddos          | 1    | 1        | 248          |
| 34   | Usbekistan                   | Jaloliddin Masharipov  | 1    | 1        | 289          |
| 35   | Saudi-Arabien                | Hattan Bahebri         | 1    | 1        | 346          |
| 36   | Korea Sud                    | Hwang Hee-chan         | 1    | 1        | 350          |
| 37   | Irak                         | Ali Adnan              | 1    | 1        | 360          |
|      | Saudi-Arabien                | Hussain al-Moqahwi     | 1    | 1        | 360          |
|      | Thailand                     | Thitipan Puangchan     | 1    | 1        | 360          |
| 40   | Kirgisistan                  | Mirlan Mursajew        | 1    | 1        | 367          |
| 41   | Katar                        | Hassan al-Haydos       | 1    | 1        | 592          |
| 42   | Katar                        | Hamid Ismail           | 1    | 0        | 016          |
| 43   | Irak                         | Alaa Abbas             | 1    | 0        | 038          |
| 44   | Kirgisistan                  | Tursunali Rustamow     | 1    | 0        | 058          |
| 45   | Iran                         | Karim Ansarifard       | 1    | 0        | 066          |
| 46   | China Volksrepublik          | Xiao Zhi               | 1    | 0        | 088          |
| 47   | Indien                       | Jeje Lalpekhlua        | 1    | 0        | 102          |
| 48   | Australien                   | Apostolos Giannou      | 1    | 0        | 155          |
| 49   | Turkmenistan                 | Arslanmyrat Amanow     | 1    | 0        | 156          |
| 50   | Turkmenistan                 | Altymyrat Annadurdyýew | 1    | 0        | 159          |
|      | Indien                       | Anirudh Thapa          | 1    | 0        | 159          |
| 52   | Turkmenistan                 | Ahmet Ataýew           | 1    | 0        | 179          |
| 53   | Thailand                     | Supachai Jaided        | 1    | 0        | 189          |
| 54   | Japan                        | Tsukasa Shiotani       | 1    | 0        | 206          |
| 55   | Irak                         | Humam Tariq            | 1    | 0        | 213          |
| 56   | Japan                        | Yoshinori Mutō         | 1    | 0        | 236          |
| 57   | Korea Nord                   | Pak Kwang-ryong        | 1    | 0        | 241          |
| 58   | Libanon                      | Hassan Maatouk         | 1    | 0        | 256          |
| 59   | Libanon                      | Felix Michel           | 1    | 0        | 257          |
| 60   | Saudi-Arabien                | Salem al-Dawsari       | 1    | 0        | 270          |
|      | Syrien                       | Omar Khribin           | 1    | 0        | 270          |
|      | Philippinen                  | Stephan Schröck        | 1    | 0        | 270          |
|      | Syrien                       | Omar al-Somah          | 1    | 0        | 270          |
| 64   | Iran                         | Alireza Jahanbakhsh    | 1    | 0        | 271          |
| 65   | Irak                         | Bashar Resan           | 1    | 0        | 278          |
| 66   | Vereinigte Arabische Emirate | Khalfan Mubarak        | 1    | 0        | 285          |
| 67   | Usbekistan                   | Odil Ahmedov           | 1    | 0        | 286          |
| 68   | Bahrain                      | Jamal Rashid           | 1    | 0        | 291          |
| 69   | Korea Sud                    | Kim Jin-su             | 1    | 0        | 294          |
| 70   | Usbekistan                   | Javokhir Sidikov       | 1    | 0        | 321          |
| 71   | Thailand                     | Chanathip Songkrasin   | 1    | 0        | 343          |
| 72   | Oman                         | Ahmed Mubarak          | 1    | 0        | 351          |
| 73   | Vereinigte Arabische Emirate | Khamis Esmaeel         | 1    | 0        | 354          |
| 741  | Thailand                     | Teerasil Dangda        | 1    | 0        | 360          |
|      | Saudi-Arabien                | Mohammed al-Fatil      | 1    | 0        | 360          |
|      | Oman                         | Mohammed al-Musalami   | 1    | 0        | 360          |
| 77   | Australien                   | Jamie Maclaren         | 1    | 0        | 375          |
| 78   | China Volksrepublik          | Gao Lin                | 1    | 0        | 379          |
| 79   | Jordanien                    | Baha Abdel-Rahman      | 1    | 0        | 390          |
|      | Jordanien                    | Anas Bani Yaseen       | 1    | 0        | 390          |
|      | Jordanien                    | Tareq Khattab          | 1    | 0        | 390          |
| 82   | Katar                        | Abdelkarim Hassan      | 1    | 0        | 468          |
| 83   | Vietnam                      | Nguyễn Quang Hải       | 1    | 0        | 480          |
|      | Vietnam                      | Quế Ngọc Hải           | 1    | 0        | 480          |
| 85   | Japan                        | Takehiro Tomiyasu      | 1    | 0        | 540          |

### Eigentore
- Ali Faez gegen den Vietnam zum 0:1 (Endstand: 3:2)
- Pawel Matjasch gegen China zum 1:1 (Endstand: 1:2)

### Verschossene Strafstöße
Im Spielverlauf zugestandene Strafstöße, die nicht verwandelt wurden.
- Hassan al-Haydos im Gruppenspiel gegen Saudi-Arabien
- Ahmed Mubarak im Achtelfinale gegen den Iran

### Besondere Tore
- Erster Torschütze: Mohamed al-Romaihi (Bahrain) in der 78. Minute des Eröffnungsspiels.
- Letzter Torschütze: Akram Afif (Katar) per Handelfmeter in der 83. Minute des Endspiels.
- Erstes Eigentor: Pawel Matjasch (Kirgisistan) in der 50. Minute im Gruppenspiel gegen China.
- Erstes Elfmetertor: Ahmed Khalil (Ver. Arab. Emirate) in der 88. Minute im Gruppenspiel gegen Bahrain.
- Erster verschossener Elfmeter: Hassan al-Haydos (Katar) in der 42. Minute im Gruppenspiel gegen Saudi-Arabien.
- Frühestes Tor: Ali Mabkhout (Ver. Arab. Emirate) in der siebten Minute im Gruppenspiel gegen Thailand.
- Spätestes Tor in der regulären Spielzeit: Hilal El-Helwe (Libanon) in der achten Minute der Nachspielzeit der zweiten Halbzeit im Gruppenspiel gegen Nordkorea.
- Schnellstes Tor nach Einwechslung: Yu Dabao in der 80. Minute, 19 Sekunden nach der Einwechslung zum 3:0-Endstand gegen die Philippinen.
- Schnellstes Ausgleichstor: Omar Khribin in der 43. Minute zum 1:1, zwei Minuten nach dem 0:1 im Gruppenspiel gegen Australien.
- Die meisten Tore in einem Spiel: Almoez Abdulla (Katar) mit vier Toren im Gruppenspiel gegen Nordkorea.
- Torreichstes Spiel: Nordkorea gegen Katar in der Gruppe E mit sechs Toren.
- Die meisten Tore im gesamten Wettbewerb (inklusive Qualifikation): Mohammad al-Sahlawi (Saudi-Arabien) mit insgesamt 14 Treffern, die alle in der Qualifikation erzielt wurden.
- 100. Tor des Turniers: Xiao Zhi (China) im Achtelfinalspiel gegen Thailand.

## Spieler
| Mannschaft         | Durchschnittsalter |
| ------------------ | ------------------ |
| Vietnam            | 23,13              |
| Irak               | 23,74              |
| Katar              | 24,61              |
| Indien             | 24,78              |
| Nordkorea          | 25,39              |
| Jemen              | 25,83              |
| Saudi-Arabien      | 25,87              |
| Bahrain            | 25,91              |
| Oman               | 26,04              |
| Kirgisistan        | 26,22              |
| Südkorea           | 26,48              |
| Australien         | 26,70              |
| Japan              | 26,87              |
| Turkmenistan       | 26,87              |
| Usbekistan         | 27,00              |
| Iran               | 27,04              |
| Thailand           | 27,17              |
| Palästina          | 27,22              |
| Philippinen        | 27,22              |
| Syrien             | 27,39              |
| Jordanien          | 27,52              |
| Ver. Arab. Emirate | 27,74              |
| Libanon            | 28,43              |
| China              | 29,09              |

### Alter
Das Diagramm rechts gruppiert die {\displaystyle 24\cdot 23=552} Spieler nach ihrem Jahrgang. Links sind die 24 Kader mit ihrem Durchschnittsalter am 5. Januar 2019, dem Beginn der Asienmeisterschaft, aufgelistet. Die vietnamesische Mannschaft war mit einem Durchschnittsalter von 23,13 Jahren die jüngste, während China mit einem fast sechs Jahre älteren Kader antrat und damit die älteste war.
- Ältester Spieler der Endrunde war mit 38 Jahren und 140 Tagen der Chinese Zheng Zhi, der am 20. August 1980 geboren wurde.
- Ältester Torwart war der Jordanier Amer Shafi (* 14. Februar 1982), beim ersten Einsatz am 6. Januar 2019 36 Jahre und 326 Tage alt.
- Jüngster Spieler war der irakische Stürmer Mohammed Dawood (* 22. November 2000), der bei seinem ersten Einsatz am 12. Januar 2019 18 Jahre und 51 Tage alt war.
- Jüngster Torschütze war der Iraker Mohanad Ali (* 20. Juni 2000), bei seinem ersten Tor im Wettbewerb am 8. Januar 2019 18 Jahre und 202 Tage alt.
- Ältester Torschütze war der Inder Sunil Chhetri (* 3. August 1984), der bei seinen beiden Toren im Wettbewerb am 6. Januar 2019 34 Jahre und 156 Tage alt war.
- Tareq Khattab und Manuel Ott lagen bezogen auf das Alter dem Median am nächsten. Es traten also 275 Spieler, die älter als beide sind, und auch 275 Spieler, die jünger als beide sind, bei der Asienmeisterschaft an. Die beiden Spieler wurden am 6. Mai 1992 geboren.
- Das Durchschnittsalter aller 552 Spieler lag am 5. Januar 2019 bei 26,43 Jahren. Damit lag die südkoreanische Mannschaft dem Schnitt am nächsten. Der emiratische Mittelfeldspieler Majed Hassan hatte genau das Durchschnittsalter aller Spieler.

### Weiteres
An der Endrunde nahmen vier Brüderpaare teil:
- Libanon: Felix und Alexander Michel, beide standen in allen drei Gruppenspielen in der Startelf.
- Katar: Akram und Ali Afif, Akram stand in allen Spielen in der Startelf, Ali wurde im zweiten Gruppenspiel gegen Nordkorea eingewechselt.
- Philippinen: Phil und James Younghusband sowie Mike und Manuel Ott. Phil und Manuel wurden in allen drei Gruppenspielen eingesetzt, James nur im Spiel gegen Kirgisistan und Mike kam zu keinem Einsatz.

Mit China, Indien, Saudi-Arabien, den Vereinigten Arabischen Emiraten und Vietnam setzten insgesamt fünf Mannschaften ausschließlich Spieler aus den heimischen Ligen ein. Die meisten Spieler aus ausländischen Ligen standen im Kader der australischen (20), der syrischen (17) und der südkoreanischen (15) Mannschaft.
Die 552 Spieler standen bei insgesamt 255 verschiedenen Vereinen in 58 Ländern aus fünf der sechs Kontinentalverbände unter Vertrag, wobei vier Spieler vor Turnierbeginn vereinslos waren. Nach der AFC stellte die UEFA mit 74 Spielern den größten Anteil. Die meisten Spieler stellten die beiden zentralasiatischen Vereine Altyn Asyr FK und FK Dordoi Bischkek (je 11), gefolgt vom al-Sadd SC (10), al-Faisaly und vom Ceres-Negros FC (je 9).
Mit Abstand die meisten Spieler standen in katarischen Ligen unter Vertrag (46), gefolgt von den saudi-arabischen (31) und den emiratischen Ligen (28). Von den nicht teilnehmenden Ländern waren die deutschen Ligen mit 11 Spielern und die englischen Ligen mit 9 Spielern am stärksten vertreten.

## Trainer
- Nur 4 der 24 Mannschaften wurden von einheimischen Trainern betreut. Diese waren: Australien, Japan, Nordkorea und Turkmenistan.
- Je zwei Trainer kamen aus Argentinien, Italien und Portugal. Die Trainer Bahrains und des Jemen wurden in der ehemaligen Tschechoslowakei geboren, die Trainer von Thailand, des Libanon und des Iraks im ehemaligen Jugoslawien sowie die Trainer von Kirgisistan und Turkmenistan in der ehemaligen Sowjetunion.
- Nur ein Land trat wieder mit demselben Cheftrainer wie schon 2015 an: Der Iran mit Carlos Queiroz. Graham Arnold hatte die Australier bereits bei der Asienmeisterschaft 2007 trainiert.
- Drei Trainer nahmen bereits früher mit anderen Mannschaften teil: Pim Verbeek 2007 mit Südkorea, Srečko Katanec 2011 mit den Vereinigten Arabischen Emiraten sowie Alberto Zaccheroni ebenfalls 2011 mit Japan.
- Ältester Trainer war Sven-Göran Eriksson, der beim letzten Spiel der Philippinen 70 Jahre und 345 Tage alt war.
- Jüngster Trainer war Kim Yong-jun, der beim ersten Spiel der Nordkoreaner 35 Jahre und 173 Tage alt war.
- Die meisten Endrundenspiele als Trainer vor Beginn der Asienmeisterschaft: Alberto Zaccheroni und Pim Verbeek (je 6); danach Zaccheroni mit 12.
- Bereits nach der 1:4-Auftakt-Niederlage gegen Indien wurde Milovan Rajevac als Trainer Thailands entlassen. Nach zwei sieglosen Spielen folgte die Entlassung des syrischen Trainers Bernd Stange.
- Nach ihrem Ausscheiden traten mit Stephen Constantine, Sven-Göran Eriksson, Marcello Lippi, Juan Antonio Pizzi, Carlos Queiroz, Miroslav Soukup, Pim Verbeek und Alberto Zaccheroni acht weitere Trainer zurück. Die auslaufenden Verträge von Ýazguly Hojageldiýew, Kim Yong-jun und Miodrag Radulović wurden nach dem Turnier nicht verlängert.

## Karten

### Wissenswertes
- Erste Gelbe Karte: Amer Abdulrahman (Vereinigte Arabische Emirate) in der 35. Minute des Eröffnungsspiels
- Schnellste Gelbe Karte: Nguyễn Trọng Hoàng (Vietnam) in der 1. Minute im Spiel gegen den Irak
- Erste Gelb-Rote Karte: Mohammed Saleh (Palästina) in der 68. Minute im Spiel gegen Syrien
- Erste Rote Karte: Egor Krimets (Usbekistan) in der 90.+2' im Spiel gegen den Oman

### Sperren auf Grund von Karten
Erhielt ein Spieler im Laufe des Turniers zum zweiten Mal eine Gelbe Karte, war er im darauf folgenden Spiel gesperrt. Einzelne Gelbe Karten wurden nach dem Viertelfinale gestrichen. Nach Erhalt einer Gelb-Roten Karte war der Spieler für das nächste Spiel gesperrt. Bei einer Roten Karte war der Spieler ebenfalls automatisch für die folgende Partie gesperrt, wobei die Disziplinarkommission eine höhere Strafe aussprechen konnte.
| Spieler             | Karten                                                             | Sperre im Spiel                            |
| ------------------- | ------------------------------------------------------------------ | ------------------------------------------ |
| Mohammed Saleh      | in Gruppe B gegen Syrien                                           | Gruppe B gegen Australien                  |
| Han Kwang-song      | in Gruppe E gegen Saudi-Arabien                                    | Gruppe E gegen Katar                       |
| Egor Krimets        | in Gruppe F gegen den Oman                                         | Gruppe F gegen Turkmenistan                |
| Pansa Hemviboon     | in Gruppe A gegen Indien in Gruppe A gegen Bahrain                 | Gruppe A gegen die Ver. Arab. Emirate      |
| Jonathan Cantillana | in Gruppe B gegen Syrien in Gruppe B gegen Australien              | Gruppe B gegen Jordanien                   |
| Trent Sainsbury     | in Gruppe B gegen Jordanien in Gruppe B gegen Palästina            | Gruppe B gegen Syrien                      |
| Musa al-Taamari     | in Gruppe B gegen Australien in Gruppe B gegen Syrien              | Gruppe B gegen Palästina                   |
| Lee Yong            | in Gruppe C gegen die Philippinen in Gruppe C gegen Kirgisistan    | Gruppe C gegen China                       |
| Đỗ Duy Mạnh         | in Gruppe D gegen den Irak in Gruppe D gegen den Iran              | Gruppe D gegen den Jemen                   |
| Salem al-Dawsari    | in Gruppe E gegen Nordkorea in Gruppe E gegen den Libanon          | Gruppe E gegen Katar                       |
| Ri Il-jin           | in Gruppe E gegen Saudi-Arabien in Gruppe E gegen Katar            | Gruppe E gegen den Libanon                 |
| Jong Il-gwan        | in Gruppe E gegen Katar                                            | Gruppe E gegen den Libanon                 |
| Adisorn Promrak     | in Gruppe A gegen Bahrain in Gruppe A gegen die Ver. Arab. Emirate | Achtelfinale gegen China                   |
| Suphan Thongsong    | in Gruppe A gegen Bahrain in Gruppe A gegen die Ver. Arab. Emirate | Achtelfinale gegen China                   |
| Zhang Linpeng       | in Gruppe C gegen Südkorea im Achtelfinale gegen Thailand          | Viertelfinale gegen den Iran               |
| Vahid Amiri         | in Gruppe D gegen den Irak im Achtelfinale gegen den Oman          | Viertelfinale gegen China                  |
| Yoshinori Mutō      | in Gruppe F gegen Usbekistan im Achtelfinale gegen Saudi-Arabien   | Viertelfinale gegen den Vietnam            |
| Tom Rogic           | in Gruppe B gegen Palästina im Achtelfinale gegen Usbekistan       | Viertelfinale gegen die Ver. Arab. Emirate |
| Khamis Esmaeel      | in Gruppe A gegen Bahrain im Achtelfinale gegen Kirgisistan        | Viertelfinale gegen Australien             |
| Assim Madibo        | in Gruppe E gegen Saudi-Arabien im Achtelfinale gegen den Irak     | Viertelfinale gegen Südkorea               |
| Abdelkarim Hassan   | in Gruppe E gegen Nordkorea im Achtelfinale gegen den Irak         | Viertelfinale gegen Südkorea               |
| Mehdi Taremi        | in Gruppe D gegen den Vietnam im Viertelfinale gegen China         | Halbfinale gegen Japan                     |
| Abdulaziz Hatem     | in Gruppe E gegen Saudi-Arabien im Viertelfinale gegen Südkorea    | Halbfinale gegen die Ver. Arab. Emirate    |
| Bassam al-Rawi      | im Achtelfinale gegen den Irak im Viertelfinale gegen Südkorea     | Halbfinale gegen die Ver. Arab. Emirate    |
| Ismail Ahmed        | im Halbfinale gegen Katar                                          | Zwei Spiele der WM-Qualifikation 2022      |

## Men of the Match
| Mann des Spiels          | Partie        | Mann des Spiels              | Partie     | Mann des Spiels              | Partie     |
| Spieltag 1               | Spieltag 1    | Spieltag 2                   | Spieltag 2 | Spieltag 3                   | Spieltag 3 |
| ------------------------ | ------------- | ---------------------------- | ---------- | ---------------------------- | ---------- |
| Mohamed al-Romaihi (BHR) | 1:1           | Chanathip Songkrasin (THA)   | 0:1        | Ali Mabkhout (ARE) (2)       | 1:1        |
| Sunil Chhetri (IND)      | 1:4           | Ali Mabkhout (ARE) (1)       | 0:2        | Jamal Rashid (BHR)           | 0:1        |
| Anas Bani Yaseen (JOR)   | 0:1           | Tareq Khattab (JOR)          | 2:0        | Tom Rogic (AUS)              | 3:2        |
| Abdelatif Bahdari (PSE)  | 0:0           | Awer Mabil (AUS)             | 0:3        | Ahmed Samir (JOR)            | 0:0        |
| Wu Lei (CHN) (1)         | 2:1           | Wu Lei (CHN) (2)             | 0:3        | Son Heung-min (KOR)          | 2:0        |
| Hwang Ui-jo (KOR)        | 1:0           | Hwang In-beom (KOR)          | 0:1        | Vitalij Lux (KGZ)            | 3:1        |
| Ashkan Dejagah (IRN)     | 5:0           | Sardar Azmoun (IRN) (1)      | 0:2        | Nguyễn Quang Hải (VNM) (1)   | 2:0        |
| Ali Adnan (IRQ)          | 3:2           | Mohanad Ali (IRQ)            | 0:3        | Alireza Beiranvand (IRN) (1) | 0:0        |
| Salem al-Dawsari (SAU)   | 4:0           | Hattan Bahebri (SAU)         | 0:2        | Almoez Abdulla (QAT) (2)     | 0:2        |
| Assim Madibo (QAT)       | 2:0           | Almoez Abdulla (QAT) (1)     | 0:6        | Felix Michel (LBN)           | 4:1        |
| Yūya Ōsako (JPN) (1)     | 3:2           | Takumi Minamino (JPN)        | 0:1        | Ahmed Mubarak (OMN)          | 3:1        |
| Otabek Shukurov (UZB)    | 2:1           | Eldor Shomurodov (UZB)       | 0:4        | Toshihiro Aoyama (JPN)       | 2:1        |
| Achtelfinale             | Achtelfinale  | Nguyễn Quang Hải (VNM) (2)   | 2:4 i. E.  | Feng Xiaoting (CHN)          | 1:2        |
| Achtelfinale             | Achtelfinale  | Alireza Beiranvand (IRN) (2) | 2:0        | Takehiro Tomiyasu (JPN)      | 1:0        |
| Achtelfinale             | Achtelfinale  | Jackson Irvine (AUS)         | 4:2 i. E.  | Bandar al-Ahbabi (ARE)       | 3:2 n. V.  |
| Achtelfinale             | Achtelfinale  | Lee Yong (KOR)               | 2:1 n. V.  | Akram Afif (QAT) (1)         | 1:0        |
| Viertelfinale            | Viertelfinale | Ritsu Dōan (JPN)             | 0:1        | Sardar Azmoun (IRN) (2)      | 0:3        |
| Viertelfinale            | Viertelfinale | Abdulaziz Hatem (QAT)        | 0:1        | Ali Mabkhout (ARE) (3)       | 1:0        |
| Halbfinale               | Halbfinale    | Yūya Ōsako (JPN) (2)         | 0:3        | Boualem Khoukhi (QAT)        | 4:0        |
| Finale                   | Finale        | Akram Afif (QAT) (2)         | 1:3        |                              |            |

## Inoffizielle Gesamttabelle
Die Gesamttabelle ist vorsortiert nach der erreichten Runde und nach den Regeln zur Ermittlung der vier besten Gruppendritten. Spiele, die im Elfmeterschießen entschieden wurden, werden als Unentschieden gewertet. Von der AFC wird keine offizielle Gesamttabelle geführt.
| 1.  | Katar              | 7 | 7 | 0 | 0 | 019:100 | +18 | 21 | 13 | 0 | 0 | 13 | E1 |
| 2.  | Japan              | 7 | 6 | 0 | 1 | 012:600 | +6  | 18 | 12 | 0 | 0 | 12 | F1 |
| 3.  | Iran               | 6 | 4 | 1 | 1 | 012:300 | +9  | 13 | 11 | 0 | 0 | 11 | D1 |
| 4.  | Ver. Arab. Emirate | 6 | 3 | 2 | 1 | 008:800 | ±0  | 11 | 07 | 0 | 1 | 10 | A1 |
| 5.  | Südkorea           | 5 | 4 | 0 | 1 | 006:200 | +4  | 12 | 06 | 0 | 0 | 06 | C1 |
| 6.  | China              | 5 | 3 | 0 | 2 | 007:700 | ±0  | 09 | 10 | 0 | 0 | 10 | C2 |
| 7.  | Australien         | 5 | 2 | 1 | 2 | 006:400 | +2  | 07 | 09 | 0 | 0 | 09 | B2 |
| 8.  | Vietnam            | 5 | 1 | 1 | 3 | 005:700 | −2  | 04 | 07 | 0 | 0 | 07 | D3 |
| 9.  | Jordanien          | 4 | 2 | 2 | 0 | 004:100 | +3  | 08 | 05 | 0 | 0 | 05 | B1 |
| 10. | Usbekistan         | 4 | 2 | 1 | 1 | 007:300 | +4  | 07 | 07 | 0 | 1 | 10 | F2 |
| 11. | Irak               | 4 | 2 | 1 | 1 | 006:300 | +3  | 07 | 08 | 0 | 0 | 08 | D2 |
| 12. | Saudi-Arabien      | 4 | 2 | 0 | 2 | 006:300 | +3  | 06 | 07 | 0 | 0 | 07 | E2 |
| 13. | Bahrain            | 4 | 1 | 1 | 2 | 003:400 | −1  | 04 | 04 | 0 | 0 | 04 | A3 |
| 14. | Thailand           | 4 | 1 | 1 | 2 | 004:700 | −3  | 04 | 11 | 0 | 0 | 11 | A2 |
| 15. | Kirgisistan        | 4 | 1 | 0 | 3 | 006:700 | −1  | 03 | 08 | 0 | 0 | 08 | C3 |
| 16. | Oman               | 4 | 1 | 0 | 3 | 004:600 | −2  | 03 | 07 | 0 | 0 | 07 | F3 |
| 17. | Indien             | 3 | 1 | 0 | 2 | 004:400 | ±0  | 03 | 02 | 0 | 0 | 02 | A4 |
| 18. | Libanon            | 3 | 1 | 0 | 2 | 004:500 | −1  | 03 | 07 | 0 | 0 | 07 | E3 |
| 19. | Palästina          | 3 | 0 | 2 | 1 | 000:300 | −3  | 02 | 06 | 1 | 0 | 08 | B3 |
| 20. | Syrien             | 3 | 0 | 1 | 2 | 002:500 | −3  | 01 | 06 | 0 | 0 | 06 | B4 |
| 21. | Philippinen        | 3 | 0 | 0 | 3 | 001:700 | −6  | 0  | 09 | 0 | 0 | 09 | C4 |
| 22. | Turkmenistan       | 3 | 0 | 0 | 3 | 003:100 | −7  | 0  | 06 | 0 | 0 | 06 | F4 |
| 23. | Jemen              | 3 | 0 | 0 | 3 | 000:100 | −10 | 0  | 08 | 0 | 0 | 08 | D4 |
| 24. | Nordkorea          | 3 | 0 | 0 | 3 | 001:140 | −13 | 0  | 13 | 2 | 0 | 17 | E4 |

| A1                      | Platzierung in der Gruppe |
| Fair-Play-Punkte (FPP): |                           |
| Gelbe Karte             | je 1 Punkt                |
| Gelb-Rote Karte         | je 3 Punkte               |
| Rote Karte              | je 3 Punkte               |

## Zuschauerzahlen
Die 51 Spiele des Turniers verfolgten insgesamt 644.307 Zuschauer, bei einem Durchschnitt von 12.633 Zuschauern pro Spiel. Die Auslastung der acht verwendeten Spielstätten lag bei etwas über 52 Prozent. Das Turnier verfolgten damit im Durchschnitt so wenige Zuschauer, wie seit der Asienmeisterschaft 2000 im Libanon (Durchschnitt: 9.100 Zuschauer) nicht mehr. Die meisten Zuschauer verfolgten das Spiel zwischen den Gastgebern aus den Vereinigten Arabischen Emiraten und Indien in der Gruppenphase (43.206 Zuschauer), die wenigsten das Spiel zwischen Nordkorea und Katar ebenfalls in der Gruppenphase (452 Zuschauer).
| Stadion                    | Kapazität | Spiele | Zuschauer | pro Spiel | Auslastung | Höchste | Niedrigste |
| -------------------------- | --------- | ------ | --------- | --------- | ---------- | ------- | ---------- |
| Mohammed Bin Zayed Stadium | 42.000    | 07     | 140.664   | 20.095    | 47,84 %    | 38.646  | 5.301      |
| al-Nahyan Stadium          | 15.000    | 05     | 048.096   | 09.619    | 64,13 %    | 14.701  | 3.250      |
| Zayed Sports City Stadium  | 45.000    | 08     | 178.391   | 22.299    | 49,55 %    | 43.206  | 4.779      |
| Sharjah Stadium            | 12.000    | 06     | 050.233   | 08.372    | 69,77 %    | 11.417  | 4.332      |
| Hazza Bin Zayed Stadium    | 25.500    | 08     | 100.061   | 12.508    | 49,05 %    | 25.053  | 4.893      |
| Khalifa Bin Zayed Stadium  | 12.000    | 06     | 035.749   | 05.958    | 49,65 %    | 10.492  | 0.452      |
| al-Rashid Stadium          | 13.000    | 05     | 033.219   | 06.644    | 51,11 %    | 11.915  | 4.217      |
| al-Maktoum Stadium         | 15.500    | 06     | 057.894   | 09.649    | 62,25 %    | 15.038  | 2.720      |
| Gesamt                     | Gesamt    | 51     | 644.307   | 12.633    | 52,17 %    |         |            |

## Auswirkungen auf die FIFA-Weltrangliste
Je 12 Mannschaften verbesserten und verschlechterten sich in der Rangliste. Der Iran erreichte seine beste Platzierung seit 2005 und Japan seine seit 2012. Turniersieger Katar, das die meisten Plätze (plus 38) und die meisten Punkte (plus 140) aller 211 gelisteten Mannschaften hinzugewann, erreichte seine beste Platzierung seit 1993. Größter Verlierer war Nordkorea, das 12 Plätze und 44 Punkte verlor. Bester asiatischer Nicht-Teilnehmer war Tadschikistan auf Platz 120. Am schlechtesten platzierter Endrunden-Teilnehmer war vor und nach der Asienmeisterschaft der Jemen auf Platz 135 bzw. 143.
| Mannschaft         | Dezember 2018 | Dezember 2018 | Februar 2019 | Februar 2019 | Veränderung | Veränderung | Bemerkung                                                            |
| Mannschaft         | Platz         | Punkte        | Platz        | Punkte       | Plätze      | Punkte      | Bemerkung                                                            |
| ------------------ | ------------- | ------------- | ------------ | ------------ | ----------- | ----------- | -------------------------------------------------------------------- |
| Iran               | 029           | 1481          | 022          | 1516         | +07         | +035        | Beste Platzierung seit 2005                                          |
| Japan              | 050           | 1414          | 027          | 1495         | +23         | +081        | Beste Platzierung seit 2012                                          |
| Südkorea           | 053           | 1405          | 038          | 1451         | +15         | +046        |                                                                      |
| Australien         | 041           | 1436          | 042          | 1441         | −01         | +005        |                                                                      |
| Katar              | 093           | 1258          | 055          | 1398         | +38         | +140        | Beste Veränderung, höchster Punktgewinn, beste Platzierung seit 1993 |
| Ver. Arab. Emirate | 079           | 1309          | 067          | 1355         | +12         | +046        |                                                                      |
| Saudi-Arabien      | 069           | 1335          | 070          | 1344         | −01         | +009        |                                                                      |
| China              | 076           | 1317          | 072          | 1339         | +04         | +022        |                                                                      |
| Irak               | 088           | 1271          | 080          | 1310         | +08         | +039        |                                                                      |
| Syrien             | 074           | 1322          | 083          | 1286         | −09         | −036        |                                                                      |
| Libanon            | 081           | 1296          | 085          | 1277         | −04         | −019        |                                                                      |
| Usbekistan         | 095           | 1251          | 089          | 1275         | +06         | +024        |                                                                      |
| Oman               | 082           | 1295          | 090          | 1273         | −08         | −022        |                                                                      |
| Kirgisistan        | 091           | 1264          | 095          | 1253         | −04         | −011        |                                                                      |
| Jordanien          | 109           | 1196          | 097          | 1238         | +12         | +042        |                                                                      |
| Vietnam            | 100           | 1229          | 099          | 1227         | +01         | −002        | Beste Platzierung seit 2011                                          |
| Palästina          | 099           | 1236          | 100          | 1224         | −01         | −012        |                                                                      |
| Indien             | 097           | 1240          | 103          | 1219         | −06         | −021        |                                                                      |
| Bahrain            | 113           | 1178          | 111          | 1188         | +02         | +010        |                                                                      |
| Thailand           | 118           | 1160          | 115          | 1169         | +03         | +009        | Beste Platzierung seit 2009                                          |
| Nordkorea          | 109           | 1196          | 121          | 1152         | −12         | −044        | Höchster Punktverlust                                                |
| Philippinen        | 116           | 1171          | 123          | 1135         | −07         | −036        |                                                                      |
| Turkmenistan       | 127           | 1120          | 136          | 1089         | −09         | −031        |                                                                      |
| Jemen              | 135           | 1106          | 143          | 1073         | −08         | −033        |                                                                      |